# Layan
 (décembre 2024).
Layan est une entreprise française qui développe et commercialise des logiciels en tant que service (« Software as a Service » ou SaaS). Elle propose un outil de suivi de candidature (ATS) destiné à optimiser les processus de recrutement. Layan propose des fonctionnalités telles que la création de sites carrière, la multidiffusion des offres d'emploi et des outils de gestion centralisée des candidatures.

## Histoire
Layan a été fondée en 2020 par Benjamin Zerdoun et Nicolas Chevalier. À l'origine, elle développait des outils de gestion des ressources humaines destinés au secteur de la santé. Par la suite, l’entreprise a élargi son champ d’activité pour proposer une solution de recrutement adaptée à plusieurs secteurs, notamment la logistique, la formation et les collectivités territoriales,.
En janvier 2023, Layan a levé un million d’euros auprès de The Moon Venture pour soutenir son développement et étendre l’usage de sa solution en France,,.

## Fonctionnalités
Layan permet de multi-diffuser les offres d’emploi, de chasser automatiquement des candidats, de synchroniser les e-mails ainsi que l’agenda,. Layan intègre également des technologies basées sur l'intelligence artificielle (IA) pour analyser les performances de recrutement et trier automatiquement les candidatures.

## Reconnaissance
- En 2024, Welcome to the Jungle a classé Layan en 8ᵉ position parmi son classement des meilleurs ATS en France[7].
- En 2024, le magazine Culture RH a inclus Layan dans ses classements « Les 18 meilleurs ATS recrutement en 2024 »[8] et « Les 19 meilleurs outils ATS en 2024 »[9].
- Appvizer a inclus Layan dans son classement « Les 25 meilleurs logiciels de recrutement 2024 »[10].